# 카툰 네트워크 (대한민국)의 텔레비전 프로그램 목록
다음은 대한민국의 카툰 네트워크에서 방송된 텔레비전 프로그램들을 시간 순서대로 나열한 목록이다.

## 현재

### 오리지널 시리즈
| 제목             | 시작일          | 현재 시즌 | 비고 |
| ---------------- | --------------- | --------- | ---- |
| 램풋             | 2019년 1월 19일 | 4         |      |
| 위 베이비 베어스 | 2022년 1월 8일  | 2         |      |

### 애니메이션 외부 제작
| 제목                              | 시작일           | 현재 시즌 | 비고 |
| --------------------------------- | ---------------- | --------- | ---- |
| 포켓몬스터                        | 2008년           | 25        |      |
| 헬로 카봇                         | 2014년 9월 15일  | 16        |      |
| 틴 타이탄 GO!                     | 2014년 11월 1일  | 9         |      |
| 그리지와 레밍스                   | 2016년 10월 7일  | 3         |      |
| 마음의 소리                       | 2018년 1월 27일  | 6         |      |
| 젤리스톤!                         | 2022년 1월 21일  | 3         |      |
| 브레드 이발소                     | 2022년 3월 1일   | 4         |      |
| 배트윌스                          | 2022년 10월 16일 | 2         |      |
| 브레드와 윌크의 세계여행          | 2023년 1월 20일  | 3         |      |
| 타이니 툰 : 루니대학교            | 2024년 5월 5일   | 2         |      |
| 슈퍼맨과 나의 모험                | 2024년 11월 14일 | 2         |      |
| 스파이 삼총사                     | 2025년 2월 26일  | 2         |      |
| 뚜식이                            | 2025년 5월 28일  | 6         |      |
| 네모바지 스폰지밥                 | 2025년 7월 7일   | 9         |      |
| 쿵푸 팬더: 전설의 마스터          | 2025년 7월 9일   | 1         |      |
| 토킹톰 히어로즈 : 별안간 슈퍼파워 | 2025년 7월 15일  | 1         |      |
| 설박사의 세계사 대모험            | 2025년 7월 18일  | 1         |      |
| 톰과 제리 고코                    | 2025년 7월 28일  |           |      |

### 편성 블록
| 제목          | 시작일         | 현재 시즌 | 비고 |
| ------------- | -------------- | --------- | ---- |
| 어.이.없.ZONE | 2025년 6월 5일 |           |      |

## 예정

### 오리지널 시리즈
| 제목             | 시작일          | 비고 |
| ---------------- | --------------- | ---- |
| 별난 세상의 검볼 | 2025년 10월 6일 |      |

### 드라마·버라이어티 외부 제작
| 제목            | 시작일 | 비고 |
| --------------- | ------ | ---- |
| 소용없어 거짓말 | 2025년 |      |
| 우연일까?       | 2025년 |      |

## 과거

### 오리지널 시리즈
| 제목                              | 시작일           | 종영일           | 비고  |
| --------------------------------- | ---------------- | ---------------- | ----- |
| 겁쟁이 강아지 커리지              | 2006년 11월      | 2008년           |       |
| 덱스터의 실험실                   | 2006년 11월      | 2008년           |       |
| 암호명: 이웃집 아이들             | 2006년 11월      | 2008년           |       |
| 파워퍼프걸                        | 2006년 11월      | 2008년           |       |
| 벤 10                             | 2006년 12월 9일  | 2008년           |       |
| 내 짝꿍은 원숭이                  | 2006년 12월 9일  | 2009년           |       |
| 상상 속 친구들의 모험             | 2007년 4월       | 2010년           |       |
| 라즐로 캠프                       | 2007년 7월 16일  | 2009년           |       |
| 빌리와 맨디의 무시무시한 모험     | 2008년           | 2010년           |       |
| 천방지축 로드니                   | 2008년           | 2009년           |       |
| 냠냠 차우더                       | 2009년 5월 1일   | 2011년           |       |
| 트랜스포머 애니메이티드           | 2008년 8월 4일   | 2008년           |       |
| 벤 10: 에일리언 포스              | 2009년 7월 20일  | 2010년           |       |
| 이상한 바다의 플랩잭              | 2009년 7월 31일  | 2011년           |       |
| 벤 10: 얼티메이트 에일리언        | 2010년 10월 10일 | 2012년           |       |
| 제너레이터 렉스                   | 2011년 3월 6일   | 2013년           |       |
| 핀과 제이크의 어드벤처 타임       | 2011년 4월 8일   | 2018년 12월 23일 |       |
| 검볼                              | 2011년 10월 17일 | 2020년 1월 8일   | [ 1 ] |
| 사무라이 잭                       | 2012년           | 2012년           |       |
| 시크릿 새터데이                   | 2012년           | 2012년           |       |
| 벤 10: 옴니버스                   | 2012년 11월 2일  | 2025년 6월 20일  |       |
| 레귤러 쇼                         | 2013년 3월 4일   | 2018년           |       |
| 죠니 브라보                       | 2013년 9월 9일   | 2013년 9월 30일  |       |
| 에드라는 이름의 세 친구           | 2013년 12월 13일 | 2014년 1월 24일  |       |
| 스티븐 유니버스                   | 2014년 2월 14일  | 2023년 5월       |       |
| 엉클 그랜파                       | 2014년 3월 31일  | 2018년 12월 30일 |       |
| 믹셀                              | 2014년           | 2016년           |       |
| 클라렌스는 엉뚱해!                | 2015년 2월 6일   | 2018년           |       |
| 위 베어 베어스: 곰 브라더스       | 2015년 11월 21일 | 2020년 2월 20일  |       |
| 파워퍼프걸 (2016)                 | 2016년 4월 9일   | 2019년           | [ 2 ] |
| 벤 10 (2016)                      | 2016년 10월 1일  | 2022년           |       |
| 극강 매직스워드                   | 2017년 2월 13일  | 2021년           |       |
| OK K.O.! 내일은 히어로            | 2018년 1월 1일   | 2020년           |       |
| 시냇가의 크레이그                 | 2018년 12월 1일  | 2025년 1월 2일   |       |
| 용감한 왕자, 아이반도의 모험 일기 | 2018년 12월 25일 | 2018년 12월 25일 |       |
| 썸머 캠프 아일랜드                | 2019년 7월 18일  | 2024년 7월 29일  |       |
| 빅터와 발렌티노                   | 2019년 9월 5일   | 2021년           |       |
| 애플과 어니언                     | 2020년 2월 20일  | 2022년           |       |
| 마오마오: 순수한 마음의 영웅들    | 2020년 3월 11일  | 2021년           |       |
| 다윈의 졸업앨범                   | 2020년 5월 5일   | 2020년 5월 5일   |       |
| 펀지타운의 펀지스!                | 2021년 3월 4일   | 2022년 9월       |       |
| 지구에서 온 엘리엇                | 2021년 7월 1일   | 2021년 8월 26일  |       |
| 용감한 왕자, 아이반도의 모험 일기 | 2023년 3월 1일   | 2024년 4월 30일  |       |
| 제시카의 빅 리틀 월드             | 2024년 7월 5일   | 2024년 12월 16일 |       |
| 비스트보이 론 울프                | 2025년 4월 14일  | 2025년 4월 23일  |       |

### 애니메이션 외부 제작
| 제목                            | 시작일           | 종영일           | 비고   |
| ------------------------------- | ---------------- | ---------------- | ------ |
| 샤올린 특공대                   | 2006년 11월 11일 | 2013년 10월 20일 |        |
| 틴 타이탄                       | 2006년 11월 11일 | 2008년           |        |
| 톰과 제리                       | 2006년 11월      | 2009년           |        |
| 행복배달부 팻 아저씨            | 2006년 11월 13일 | 2007년           | [ 3 ]  |
| 아기 호랑이 호비                | 2006년 11월 13일 | 2007년           | [ 3 ]  |
| 꼬마공주 유시                   | 2006년 12월      | 2007년           | [ 4 ]  |
| 올림포스 가디언                 | 2007년           | 2007년           | [ 3 ]  |
| 쾌걸롱맨 나롱이                 | 2007년           | 2007년           |        |
| 범퍼킹 재퍼                     | 2007년           | 2007년           |        |
| 저스티스 리그                   | 2007년           | 2008년           |        |
| 저스티스 리그 언리미티드        | 2007년           | 2008년           |        |
| 반가워 스쿠비 두                | 2007년           | 2008년           |        |
| 마스크맨                        | 2007년           | 2007년           |        |
| 뿡야뿡야 왕바우                 | 2007년           | 2008년           |        |
| 우주소년 아톰 (1980)            | 2007년           | 2008년           |        |
| 토미와 외계인 친구들            | 2007년 3월 1일   | 2007년           | [ 5 ]  |
| 인조곤충 버그파이터             | 2007년 6월 4일   | 2007년           |        |
| 크리스탈요정 지스쿼드           | 2007년 6월 4일   | 2007년 9월 10일  |        |
| 배트맨                          | 2007년 7월 23일  | 2009년           |        |
| 팔짝 폴짝 몬타                  | 2007년 7월 30일  | 2007년           | [ 6 ]  |
| 라즈베리 타임즈                 | 2007년 9월 3일   | 2007년           | [ 7 ]  |
| 쿵후소년 스컹크 푸!             | 2007년 10월 9일  | 2008년           |        |
| 판타스틱 4: 최강의 슈퍼 히어로  | 2007년 11월 5일  | 2008년           | [ 8 ]  |
| 태극천자문                      | 2007년 11월 19일 | 2008년           | [ 9 ]  |
| 톰과 제리 테일즈                | 2007년 11월 23일 | 2010년           | [ 10 ] |
| 뉴 딱따구리                     | 2007년 12월 17일 | 2008년           | [ 11 ] |
| 르브바하프 왕국 재건설기        | 2007년 12월 24일 | 2008년           |        |
| 기가 트라이브                   | 2008년           | 2009년           |        |
| 꼬마여신 카린                   | 2008년 1월 14일  | 2008년           | [ 12 ] |
| 다오배찌 붐힐대소동             | 2008년 7월 21일  | 2008년           |        |
| 라라의 스타일기 (시즌 2)        | 2008년 9월 1일   | 2009년           |        |
| 카페타                          | 2008년 10월 6일  | 2009년           |        |
| 루비 글룸                       | 2008년           | 2008년           |        |
| 수퍼 멍멍이 레츠고 태피         | 2008년           | 2009년           |        |
| 스톰 호크                       | 2008년           | 2009년           |        |
| 쿵야쿵야                        | 2008년           | 2009년           |        |
| 해피 럭키 깜짝맨                | 2008년           | 2009년           |        |
| 천하무적 크래쉬 비드맨          | 2009년 6월 1일   | 2009년           | [ 13 ] |
| 가필드 쇼                       | 2009년 8월 3일   | 2011년           |        |
| 배트맨 더 브레이브              | 2009년 11월 7일  | 2011년           |        |
| 냉장고 나라 코코몽              | 2009년           | 2010년           |        |
| 달콤살벌 미스터 캣              | 2009년           | 2013년           |        |
| 부탁해! 마이멜로디              | 2009년           | 2012년           |        |
| 얼렁뚱땅 몬스터 사냥꾼          | 2009년           | 2009년           |        |
| 프리큐어 Splash Star            | 2009년           | 2009년           |        |
| 메탈 베이블레이드               | 2009년           | 2011년           |        |
| 빨간 망토 차차                  | 2010년 3월 2일   | 2011년           |        |
| 키테레츠 대백과                 | 2010년 5월 10일  | 2014년 2월 6일   | [ 14 ] |
| 최강 합체 믹스마스터            | 2010년 7월 26일  | 2011년 3월 21일  | [ 15 ] |
| 스캔2고                         | 2010년 11월 15일 | 2011년 4월 1일   |        |
| 꾸러기 닌자 토리                | 2010년 12월 13일 | 2012년 10월 19일 | [ 16 ] |
| 난다 난다 니얀다                | 2010년           | 2011년           |        |
| 벤 10 과학영웅                  | 2010년           | 2011년           |        |
| 변신자동차 또봇                 | 2010년           | 2015년 12월 14일 |        |
| 슈퍼 히어로 스쿼드              | 2010년           | 2012년           |        |
| 몬스터왕자 몽짱                 | 2010년           | 2011년           | [ 17 ] |
| 쾌걸 근육맨 2세                 | 2010년           | 2011년           |        |
| 볼츠와 블립                     | 2011년 1월 19일  | 2011년 4월 21일  | [ 18 ] |
| 안젤로가 최고야!                | 2011년 3월 7일   | 2012년           | [ 19 ] |
| 핑크팬더와 친구들               | 2011년 3월 10일  | 2011년           | [ 19 ] |
| 쌍둥이 맑음                     | 2011년 7월 25일  | 2011년 10월 10일 |        |
| 골판지 전사                     | 2011년 9월 19일  | 2014년 5월 15일  |        |
| 사이드킥                        | 2011년           | 2012년           |        |
| 마법 천자문                     | 2011년           | 2017년 6월 27일  |        |
| 쥬얼 펫 트윙클                  | 2011년           | 2012년           |        |
| 지미 투 슈즈                    | 2011년           | 2012년           |        |
| 카드 파이트 뱅가드              | 2011년           | 2012년           |        |
| 꼬마버스 타요                   | 2012년 1월 21일  | 2012년 3월 3일   |        |
| 카드캡터 체리                   | 2012년 2월 15일  | 2012년 10월 16일 |        |
| 토리코                          | 2012년 3월 14일  | 2014년 8월 25일  |        |
| 오기와 악동들                   | 2012년           | 2019년           |        |
| 닌자고                          | 2012년 6월 15일  | 2023년           |        |
| 프렌즈                          | 2012년           | 2022년           |        |
| 육가네 여섯쌍둥이               | 2012년 7월 25일  | 2013년 8월 8일   |        |
| 로봇 알포                       | 2012년 9월 24일  | 2012년 11월 13일 | [ 20 ] |
| 루니 툰 - 벅스 버니와 대피 덕   | 2012년           | 2014년 3월 19일  |        |
| 말짱 꽝돌이                     | 2012년           | 2013년           |        |
| 치링치링 시크릿 쥬쥬            | 2012년           | 2019년           |        |
| 드래곤 길들이기                 | 2013년 1월 3일   | 2014년 10월 11일 | [ 21 ] |
| 아이들의 장난감                 | 2013년 3월 9일   | 2014년           |        |
| 마기                            | 2013년 4월 8일   | 2013년 5월 20일  |        |
| 키마의 전설                     | 2013년 5월 1일   | 2015년 2월 5일   |        |
| 피쉬와 칩스                     | 2013년 5월 6일   | 2013년 6월 12일  |        |
| 뉴 꾸러기 닌자 토리             | 2013년 5월 6일   | 미상             |        |
| 맑음 때때로 뿌이뿌이            | 2013년 6월 3일   | 2014년           |        |
| 프리티 리듬: 오로라 드림        | 2013년 9월 7일   | 2014년 3월 15일  |        |
| 고고 이야기탐험대               | 2013년 9월 9일   | 2013년 9월 23일  |        |
| 썬더캣츠                        | 2013년 10월 5일  | 2014년 1월 25일  |        |
| 외계 사냥꾼 머피                | 2013년 10월 5일  | 2013년 12월 1일  |        |
| 트레인 히어로                   | 2013년 10월 22일 | 2013년 12월 16일 |        |
| 포코냥                          | 2013년 11월 13일 | 2014년 12월 17일 |        |
| 바이클론즈                      | 2014년 11월 13일 | 2016년 11월 4일  |        |
| 프랭키와 친구들                 | 2014년 3월 3일   | 2014년 4월 10일  |        |
| 최강! 탑플레이트                | 2014년 3월 24일  | 2015년 2월 27일  |        |
| 꾸러기 케라톱스 코리요          | 2014년 5월 12일  | 2014년 6월 3일   |        |
| 아기공룡 둘리 (2009)            | 2014년 5월 12일  | 2014년 6월 23일  |        |
| 톰과 제리 쇼                    | 2014년 7월 21일  | 2021년 12월 31일 |        |
| 건담 빌드 파이터즈              | 2014년 7월 30일  | 2014년 10월 22일 |        |
| 비밀결사 매발톱단               | 2014년 8월 9일   | 2014년 8월 21일  |        |
| 수빈 스토리                     | 2014년 9월 15일  | 2016년 12월 21일 |        |
| 토리 고고                       | 2014년 9월 17일  | 2014년 10월 2일  |        |
| 외계돼지 피피                   | 2014년 9월 18일  | 2014년 11월 27일 |        |
| 바비의 드림하우스               | 2014년 9월 22일  | 2014년           |        |
| 히어로 뱅크                     | 2014년 10월 6일  | 2015년 12월 27일 |        |
| 진바                            | 2014년 10월 20일 | 2014년 11월 27일 |        |
| 명탐정 스토리                   | 2014년 11월 24일 | 2014년 11월 25일 |        |
| 괴도 조커                       | 2015년 3월 3일   | 2017년 2월 7일   |        |
| 건담 빌드 파이터즈 트라이       | 2015년 3월 27일  | 2015년 9월 11일  |        |
| 형사 가제트 (2015)              | 2015년 6월 2일   | 2019년 7월 2일   |        |
| 외계가족 졸리폴리               | 2015년 6월 15일  | 2015년 7월 20일  |        |
| 터보 FAST                       | 2015년 9월 10일  | 2017년 1월 1일   |        |
| 철인 28호 GAO!                  | 2015년 9월 11일  | 2015년 9월 16일  |        |
| 스푸키즈                        | 2015년 9월 17일  | 2015년 10월 2일  |        |
| 로보텍스                        | 2015년           | 2016년           |        |
| 소닉 툰                         | 2015년 10월 12일 | 2015년 11월 30일 |        |
| 보토스                          | 2015년 10월 26일 | 2015년 10월 26일 |        |
| 좀비덤                          | 2016년 1월 11일  | 2016년 10월 9일  |        |
| 크로스파이트 비드맨 (시즌 2)    | 2016년 1월 18일  | 2016년 4월 12일  |        |
| 넥소 나이츠                     | 2016년 3월 4일   | 2017년 9월 24일  |        |
| 터닝메카드                      | 2016년 3월 15일  | 2016년 4월 12일  |        |
| 애슬론 또봇                     | 2016년 4월 1일   | 2017년 5월 18일  |        |
| 미스터 빈 (2002)                | 2016년 4월 4일   | 2023년 1월 27일  |        |
| 유희왕                          | 2016년 5월 12일  | 2016년 7월 28일  |        |
| 쓰담쓰담 동물원 프렌쥬          | 2016년 5월 30일  | 2017년 9월 27일  |        |
| 괴짜 타운                       | 2016년 6월 27일  | 2017년 1월 4일   |        |
| 터닝메카드 W                    | 2016년 7월 5일   | 2017년 9월 28일  |        |
| 베이블레이드 버스트             | 2016년 7월 12일  | 2022년           |        |
| 웨빗 / 뉴 루니툰 쇼             | 2016년 7월 14일  | 2018년 11월 11일 |        |
| 침착해! 스쿠비 두               | 2016년 7월 14일  | 2017년 2월 24일  |        |
| 합체팽이 인피니티 나도          | 2016년 7월 16일  | 2016년 11월 27일 |        |
| 최강전사 미니특공대             | 2016년 7월 18일  | 2020년 2월 23일  |        |
| 라바                            | 2016년 7월 18일  | 2016년 8월 15일  |        |
| 파워배틀 와치카                 | 2016년 9월 10일  | 2016년 9월 11일  |        |
| 파워캐치 완다                   | 2016년 9월 12일  | 2017년 5월 21일  |        |
| 프리파라                        | 2016년 9월 19일  | 2016년 11월 11일 |        |
| 마이 리틀 포니: 우정은 마법     | 2016년 10월 8일  | 2017년 1월 1일   |        |
| 치치랜드                        | 2016년 10월 24일 | 2016년 12월 20일 |        |
| 소피 루비                       | 2016년 10월 30일 | 2018년 12월 16일 |        |
| 에그엔젤 코코밍                 | 2016년 11월 5일  | 2017년 10월 27일 |        |
| 퍼피 구조대                     | 2016년 11월 21일 | 2017년 11월 27일 |        |
| 토마스와 친구들                 | 2016년 11월 21일 | 2017년 6월 30일  |        |
| DC 슈퍼히어로 걸스              | 2016년 12월 24일 | 2017년 10월 2일  |        |
| 정글에서 살아남기               | 2017년 1월 7일   | 2017년 4월 9일   |        |
| 캡슐 보이                       | 2017년 2월 5일   | 2020년 3월 2일   |        |
| 지오메카                        | 2017년 3월 14일  | 2018년 2월 21일  |        |
| 샾킨즈                          | 2017년 3월 29일  | 2017년 4월 26일  |        |
| 유희왕 ARC-V                    | 2017년 4월 10일  | 2017년 7월 11일  |        |
| 엉뚱발랄 콩순이와 친구들        | 2017년 6월 3일   | 2021년 5월       |        |
| 몬스터 헌터 스토리즈: 라이드 온 | 2017년 7월 15일  | 2017년 12월 16일 |        |
| 깨미 탐험대                     | 2017년 7월 17일  | 2017년 8월 21일  |        |
| 공주의 기사가 되는 법           | 2017년 7월 31일  | 2017년 9월 8일   |        |
| 버니큘라                        | 2017년 8월 1일   | 2017년 8월 31일  |        |
| 런닝맨                          | 2017년 8월 11일  | 2020년 5월 4일   |        |
| 하늘에서 음식이 내린다면        | 2017년 8월 28일  | 2019년 8월 6일   |        |
| 타임트립 24                     | 2017년 10월 9일  | 2017년 12월 4일  |        |
| 조디악 나이츠                   | 2017년 10월 12일 | 2018년 1월 5일   |        |
| 다이노 코어 (시즌 3)            | 2017년 10월 20일 | 2018년 1월 12일  |        |
| 터닝메카드 R                    | 2017년 11월 10일 | 2018년 5월 4일   |        |
| 하이퍼 레스큐 드라이브 헤드     | 2017년 11월 11일 | 2018년 9월 30일  |        |
| 스핀파이터                      | 2017년 11월 13일 | 2018년 2월 20일  |        |
| 반지의 비밀일기                 | 2018년 2월 10일  | 2018년 8월 1일   |        |
| 리틀 스톤즈                     | 2018년 2월 11일  | 2018년 3월 26일  |        |
| 공룡메카드                      | 2018년 2월 19일  | 2019년 2월 12일  |        |
| 팻 더 독                        | 2018년 3월 3일   | 2018년 7월 19일  |        |
| 유니키티!                       | 2018년 5월 5일   | 2019년 12월 25일 |        |
| 도로시와 오즈의 마법사          | 2018년 5월 8일   | 2018년 12월 1일  |        |
| 스낵월드                        | 2018년 7월 21일  | 2019년 5월 25일  |        |
| 헬로 카봇 쿵                    | 2018년 8월 3일   | 2019년 1월 25일  |        |
| 내 친구 코리리                  | 2018년 8월 20일  | 2019년 2월 11일  |        |
| 숲의 요정 페어리루              | 2018년 9월 8일   | 2018년 12월 30일 |        |
| 요괴메카드                      | 2018년 9월 12일  | 2019년 11월 11일 |        |
| 립체인저                        | 2018년 10월 6일  | 2018년 11월 17일 |        |
| 초소년 탐정단 NEO               | 2018년 12월 24일 | 2018년 12월 24일 |        |
| 팽이전사 자이로카               | 2019년 1월 5일   | 2019년 4월 14일  |        |
| 건담 빌드 다이버즈              | 2019년 1월 12일  | 2019년 4월 6일   |        |
| 브레이비스트 워리어스           | 2019년 3월 6일   | 2020년 3월 10일  |        |
| 바비의 드림하우스 어드벤처      | 2019년 3월 9일   | 2021년 2월 7일   |        |
| 또봇 V                          | 2019년 4월 2일   | 2021년 12월 9일  |        |
| 메탈리온                        | 2019년 4월 7일   | 2020년 3월 8일   |        |
| 빠샤메카드                      | 2019년 4월 8일   | 2020년 5월 5일   |        |
| 개구리 중사 케로로              | 2019년 6월 7일   | 2021년           |        |
| 마이티 마이크                   | 2019년 7월 4일   | 2020년 3월 31일  |        |
| 출동! 애니멀 레스큐             | 2019년 7월 6일   | 2020년 6월 27일  |        |
| 벅스봇 이그니션                 | 2019년 7월 25일  | 2021년           |        |
| 엉덩이 탐정                     | 2019년 8월 12일  | 2020년 9월       |        |
| 바쿠간 배틀 플래닛              | 2019년 8월 22일  | 2020년 8월 1일   |        |
| 레고 시티 어드벤처              | 2019년 8월 24일  | 2023년           |        |
| 탑 건 스피너                    | 2019년 9월 19일  | 2019년 12월 26일 |        |
| 젤리고                          | 2019년 11월 18일 | 2020년 7월 13일  |        |
| 시크릿 쥬쥬: 별의 여신          | 2019년           | 2021년 5월 13일  |        |
| 시노스톤                        | 2020년 1월 15일  | 2020년 4월 8일   |        |
| 슈퍼 흰둥이                     | 2020년 4월 10일  | 2020년 9월 11일  |        |
| 파워 플레이어스                 | 2020년 5월 1일   | 2020년 5월 29일  |        |
| 바이트 초이카                   | 2020년 5월 23일  | 2021년 6월 5일   |        |
| 롱롱죽겠지?                     | 2020년 6월 29일  | 2020년 9월       |        |
| 출동! 슈퍼윙스                  | 2020년 7월 27일  | 2022년           |        |
| 고인돌 가족 플린스톤: 공룡시대  | 2020년 7월 30일  | 2020년 10월 22일 |        |
| DC 슈퍼히어로 걸스 (2019)       | 2020년 8월 20일  | 2021년           |        |
| 파워카 엔진봇                   | 2020년 9월 17일  | 2021년 7월 29일  |        |
| 니코와 빛의 검                  | 2020년 12월 3일  | 2022년           |        |
| 레미&부                         | 2020년 12월 28일 | 2022년           |        |
| 명탐정 핑크퐁과 호기            | 2021년 1월 12일  | 2021년 4월 27일  |        |
| 몽키 키드                       | 2021년 1월 17일  | 2023년 5월       |        |
| 루니 툰 카툰                    | 2021년 7월 26일  | 2023년 9월 3일   |        |
| 앨리스와 루이스                 | 2021년 3월 12일  | 2021년 5월 28일  |        |
| 트레저 X                        | 2021년 3월 27일  | 2021년 4월 10일  |        |
| SD 건담 월드 히어로즈           | 2021년 4월 19일  | 2021년 9월 28일  |        |
| 두다다쿵                        | 2021년 4월 26일  | 2022년           |        |
| 우당탕탕 은하안전단             | 2021년 5월 5일   | 2022년 1월 10일  |        |
| 썬더캣츠 로어                   | 2021년 6월 3일   | 2021년 7월 9일   |        |
| 어드벤처 타임: 머나먼 땅        | 2021년 1월 1일   | 2022년 1월 1일   |        |
| 메카드볼                        | 2021년 9월 23일  | 2023년 5월       |        |
| 쥬라기 캅스                     | 2021년 10월 1일  | 2022년           |        |
| 닌자 익스프레스                 | 2021년 11월 5일  | 2022년           |        |
| 메카마토                        | 2021년 12월 11일 | 2022년           |        |
| 톰과 제리 인 뉴욕               | 2022년 1월 7일   | 2022년           |        |
| 고 아스트로 보이 고!            | 2022년           | 2022년           |        |
| 슈퍼텐 시간탐험대               | 2022년 2월 18일  | 2023년 2월 10일  |        |
| 티티 체리                       | 2022년 2월 22일  | 2023년           |        |
| 마계학교! 이루마군              | 2022년 4월       | 2024년           |        |
| 체리툰                          | 2022년 5월 20일  | 틀:끝° 날짜      |        |
| 고고 다이노: 우리 동네 공룡     | 2022년 8월 3일   | 2024년           |        |
| 주디세이                        | 2022년 8월 4일   | 2022년           |        |
| 시크릿 쥬쥬: 베스트 프렌즈      | 2022년 11월 21일 | 2023년 2월       |        |
| 벅스 버니 빌더스                | 2022년 12월 5일  | 2024년 12월 25일 |        |
| 캐치! 티니핑                    | 2023년 1월 16일  | 2023년           |        |
| 반반 남매 히어로즈              | 2023년 2월 7일   | 2024년           |        |
| 내 친구 반인반어                | 2023년 2월 7일   | 2023년 5월 2일   |        |
| 베리베리 뮤우뮤우               | 2023년 3월 7일   | 2023년 4월       |        |
| 아따맘마                        | 2023년 3월 14일  | 2023년           |        |
| 레고 드림즈                     | 2023년 5월 22일  | 2024년           |        |
| 히어로 인사이드                 | 2024년 1월 3일   | 2024년 12월      |        |
| 베이블레이드 X                  | 2024년 3월 1일   | 2025년 2월       |        |
| 저스티스 리그 액션              | 2024년 7월 29일  | 2024년 10월 21일 |        |
| 영 저스티스                     | 2024년 9월 19일  | 2024년           |        |
| 스쿠비 두! 미스터리 주식회사    | 2024년 10월 7일  | 2025년 1월 13일  |        |

### 애니메이션 오스트레일리아와의 공동 제작
| 제목          | 시작일          | 종영일           | 비고 |
| ------------- | --------------- | ---------------- | ---- |
| 교환학생 제로 | 2016년          | 2016년           |      |
| 몬스터 비치   | 2020년 11월 4일 | 2020년 12월 31일 |      |

### 애니메이션 유럽과의 공동 제작
| 제목                | 방송년도 | 비고 |
| ------------------- | -------- | ---- |
| 쿵후소년 스컹크 푸! | 2006–08  |      |
| 로봇보이            | 2007–08  |      |
| 아드레날린 브라더스 | 2008     |      |

### 애니메이션 일본과의 공동 제작
| 제목         | 시작일          | 종영일 | 비고   |
| ------------ | --------------- | ------ | ------ |
| 파워퍼프걸 Z | 2007년 8월 10일 | 2008년 | [ 22 ] |

### 애니메이션 대한민국과의 공동 제작
| 제목              | 시작일           | 종영일           | 비고 |
| ----------------- | ---------------- | ---------------- | ---- |
| 우리는 비트몬스터 | 2017년 11월 18일 | 2018년 2월 24일  |      |
| 용이산다          | 2024년 8월 27일  | 2024년 11월 22일 |      |

### 실사 및 실사합성
| 제목                           | 시작일           | 종영일           | 비고  |
| ------------------------------ | ---------------- | ---------------- | ----- |
| 방귀대장 뿡뿡이                | 2007년           | 2007년           | [ 3 ] |
| 마법전사 미르가온              | 2007년           | 2007년           | [ 3 ] |
| Go! Go! 폭소 특공대            | 2007년 8월 4일   | 2007년           |       |
| 엄지레슬링 TWF                 | 2008년           | 2012년           |       |
| 파워레인저 와일드스피릿        | 2008년           | 2009년           |       |
| 파워레인저 엔진포스            | 2009년           | 2010년           |       |
| 스페이스 가디언                | 2015년 10월 19일 | 2015년 12월 16일 |       |
| 레전드 히어로 삼국전           | 2016년 9월 3일   | 2017년 4월 9일   |       |
| 파워레인저 다이노포스 브레이브 | 2017년 4월 9일   | 2017년 6월 11일  |       |
| 말이야와 친구들                | 2019년 2월 18일  | 2019년 6월 17일  |       |
| 흔한남매                       | 2019년 5월 9일   | 2020년 3월 11일  |       |
| 엑스가리온                     | 2019년 8월 10일  | 2020년 1월 12일  |       |

### 드라마·버라이어티 외부 제작
| 제목                          | 시작일           | 종영일           | 비고 |
| ----------------------------- | ---------------- | ---------------- | ---- |
| 해리 포터 : 베이킹의 마법사들 | 2024년 12월 21일 | 2024년 12월 27일 |      |

### 미니시리즈
| 제목                                | 시작일           | 종영일           | 비고 |
| ----------------------------------- | ---------------- | ---------------- | ---- |
| 스타워즈: 요다의 비밀 이야기        | 2013년 6월 14일  | 2014년 12월 1일  |      |
| 스타워즈: 드로이드의 전설           | 2015년           | 2015년 12월 7일  |      |
| 엘프                                | 2015년 7월 10일  | 2015년           |      |
| 숨겨진 숲의 비밀                    | 2015년 10월 26일 | 2015년 10월 29일 |      |
| 잡스                                | 2015년 10월 27일 | 2015년 10월 28일 |      |
| 헝그리 보보                         | 2015년 10월 29일 | 2015년 10월 30일 |      |
| 마이티 래빗                         | 2015년           | 2015년           |      |
| 지오메카 비스트 가디언              | 2016년 11월 26일 | 2016년 11월 26일 |      |
| 터닝메카드 W: 메카니멀 고           | 2017년 1월 10일  | 2017년 3월 7일   |      |
| 터닝메카드 W: 반다인의 비밀         | 2017년 10월 25일 | 2017년 11월 29일 |      |
| 빌과 토니                           | 2019년 1월 19일  | 2019년 1월 19일  |      |
| 다이노 플래닛                       | 2019년 1월 20일  | 2019년 1월 20일  |      |
| 동물 대백과                         | 2019년 1월 27일  | 2019년 1월 27일  |      |
| 다이노 스쿼드                       | 2019년 2월 3일   | 2019년 2월 3일   |      |
| 쥬라기 월드                         | 2019년 10월 3일  | 2019년 12월 29일 |      |
| 블루피스                            | 2019년 11월 13일 | 2019년 11월 20일 |      |
| 포켓몬스터 소드·실드: 새벽빛의 날개 | 2020년 8월 2일   | 2020년 8월 12일  |      |
| 레고 마블 어벤져스: 기후위기        | 2021년 5월 22일  | 2021년 6월 12일  |      |

### 편성 블록
| 제목                      | 시작일          | 종영일           | 비고 |
| ------------------------- | --------------- | ---------------- | ---- |
| 논스톱 카툰               | 2007년          | 2016년           |      |
| 쇼트 트랙                 | 2016년          | 2017년           |      |
| 방과후 친구야             | 2017년 2월      | 2017년 3월       |      |
| 씬 스틸러                 | 2017년 3월 4일  | 2017년 3월 31일  |      |
| 히어로 버라이어티         | 2017년 5월 13일 | 2017년 7월 2일   |      |
| 엉클 그랜파 - 패밀리 위크 | 2017년 5월      | 2017년 9월       |      |
| 카툰트립 24               | 2017년 9월 30일 | 2017년 10월 10일 |      |
| 위 아 히어로즈            | 2024년 1월 9일  | 2025년 5월 30일  |      |

### 카투니토
| 제목                    | 시작일          | 종영일           | 비고 |
| ----------------------- | --------------- | ---------------- | ---- |
| 마다가스카: 리틀 와일드 | 2022년 3월 28일 | 2022년           |      |
| 몬치치 트라이브         | 2022년 3월 28일 | 2023년           |      |
| 루카스 더 스파이더      | 2022년 3월 28일 | 2022년           |      |
| 공룡 목장 다이노 랜치   | 2022년 3월 28일 | 2022년           |      |
| 머시머시와 숲 속 친구들 | 2022년 3월 28일 | 2022년           |      |
| 레인저 롭               | 2022년 3월 28일 | 2022년           |      |
| 에즈미와 로이           | 2022년 7월 8일  | 2022년 12월 26일 |      |
| 꼬마 코끼리 멈피        | 2022년 12월 5일 | 2023년           |      |